# Morro do Chapéu
 Morro do Chapéu est une municipalité brésilienne de l'État de Bahia et la microrégion de Jacobina.